# Francesca Papaleo
Francesca Papaleo (Bordighera, 20 dicembre 1990) è una calciatrice italiana, di ruolo attaccante.

## Carriera
Francesca Papaleo cresce a Bordighera appassionandosi al calcio fin da piccola. Cresce calcisticamente nel vivaio del Matuziana Sanremo giocando dalla Serie C all'A2, l'allora secondo livello del campionato italiano femminile di calcio, fino alla stagione 2012-2013. Nel frattempo viene selezionata per rappresentare la sezione ligure nel Torneo delle Regioni, dove all'edizione 2011 conquista il titolo di capocannoniere della manifestazione segnando 5 reti in 3 incontri, e indossandone la fascia di capitano nel 2012.
Nell'estate 2013 viene stipulato un accordo tra la dirigenza del Cuneo e il Matuziana Sanremo che trasferisce l'atleta alle biancorosse con la formula del prestito e dove trova un posto da titolare nel proprio reparto offensivo. Debutta con il Cuneo San Rocco nella stagione 2013-2014, risultando determinante per la storica promozione in Serie A della società andando a segno 15 volte su 26 incontri. Decide di rimanere con la società biancorossa, che nel frattempo ha mutato la sua denominazione in Cuneo, anche la stagione successiva facendo il suo debutto nel campionato di vertice del panorama calcistico femminile italiano.
Nel luglio 2021 si è trasferita al San Marino, società tornata nel campionato di Serie B dopo aver disputato una sola stagione in Serie A. Qui Papaleo rimane due stagioni fino alla scadenza del contratto, maturando complessivamente 35 presenze in Serie B.
Nel gennaio 2024 viene annunciato il suo trasferimento al Ravenna, chiamata per rinforzare il reparto offensivo per risalire la classifica che vede la squadra romagnola rimanere in zona retrocessione.

## Palmarès
- Campionato italiano di Serie B: 2

Cuneo: 2013-2014, 2015-2016
- Campionato italiano di Serie C: 1

Matuziana Sanremo: 2011-2012

### Individuale
- Capocannoniere del Torneo delle Regioni

Liguria: 2011